# Chotilsko
Chotilsko é uma comuna checa localizada na região da Boêmia Central, distrito de Příbram.